# لقمه‌ماهی پلنگی
لقمه‌ماهی پلنگی (نام علمی: Himantura leoparda) نام یک گونه از سرده لقمه‌ماهی‌های شلاقی است.